# Oettingen-Oettingen
Oettingen-Oettingen fue una familia noble alemana y también un condado del Sacro Imperio Romano Germánico localizado al este del moderno estado federado de Baden-Württemberg y al oeste de Baviera, Alemania.
Oettingen-Oettingen fue creado como una partición de Oettingen en 1423, se extinguió en 1732 y fue heredado por Oettingen-Wallerstein.

## Condes de Oettingen-Oettingen
- 1423-1467 Guillermo I
- 1467-1522 Wolfgang I el Justo
- 1467-1515 Juan II (Señor de Condé)
- 1522-1549 Carlos Wolfgang de Harb
- 1522-1557 Luis XV

Dividido entre Oettingen-Oettingen y Oettingen-Wallerstein
- 1557-1569 Luis XVI
- 1569-1622 Godofredo
- 1622-1659 Joaquín Ernesto
- 1659-1660 Crato Luis
- 1660-1674 Alberto Ernesto I
- 1683-1731 Alberto Ernesto II

## Príncipes de Oettingen-Oettingen
- 1674-1683 Alberto Ernesto I
- 1683-1731 Alberto Ernesto II